# Ciclación de Volhard-Erdmann
La ciclación de Volhard-Erdmann es  una síntesis orgánica de tiofenos de alquilo y de arilo, por ciclación de succinato disódico u otros compuestos 1,4-difuncionales  (ácidos γ-oxo,  1,4-dicetonas, ésteres de cloroacetilo sustituidos) con heptasulfuro de fósforo. Es llamada así en honor de  Jacob Volhard y Hugo Erdmann.

## Ejemplos
Un ejemplo de ciclación de Volhard-Erdmann es la síntesis de 3-metiltiofeno a partir del ácido itacónico: